# Ервін фон Віцлебен
Іоб-Вільгельм Георг «Ервін» фон Віцлебен (нім. Job-Wilhelm Georg "Erwin" von Witzleben; нар. 4 грудня 1881, Бреслау — пом. 8 серпня 1944, в'язниця Пльотцензее, Берлін) — німецький воєначальник часів Третього Рейху, генерал-фельдмаршал (1940) Вермахту. Кавалер Лицарського Залізного хреста (1940). Командував армією, групою армій та військами Вермахту на Заході. Одна з ключових фігур антинацистської опозиції, учасник змови 20 липня, за участь у якій засуджений до страти і страчений.

## Біографія

### Ранні роки
Ервін фон Віцлебен народився 4 грудня 1881 року в Бреслау в Сілезії (нині Вроцлав, Польща) у стародавній тюрингській сім'ї аристократів з великими військовими традиціями. Його батько Йоахим служив у військовій розвідці. Після закінчення школи поступив до прусського кадетського корпусу, далі у військовому училищі в Ліхтерфельді (Берлін). Після отримання 22 березня 1901 військового звання «лейтенант» поступив на військову службу до 7-го Сілезького гренадерського полку «короля Вільгельма I» в Легниці.
З 1908 — ад'ютант військового командування «Хіршберг» (нині польське місто Єленя-Ґура) в Сілезії. З 1910 отримав військове звання «обер-лейтенант». Ервін фон Віцлебен одружився з Ельзою Кліберг, він цього шлюбу пара мала сина і дочку.

### Перша світова війна, післявоєнний час
У серпні 1914 року з початком Першої світової війни фон Віцлебен знаходився на посаді ад'ютанта командира 19-ї резервної піхотної бригади. У жовтні отримав звання гауптмана. З 1915 — командир роти в 6-му піхотному полку. У серпні 1916 був переведений у вищестоящий штаб. З 15 квітня 1917 — командир батальйону в 6-му піхотному полку. З 2 серпня 1918 — офіцер Генерального штабу в 108-й піхотній дивізії. Майже усю війну брав участь в боях на Західному фронті на території Франції під Верденом, в Шампані, у Фландрії, а також на інших ділянках фронту. Нагороджений Залізним хрестом 1-го і 2-го класів, орденом дому Гогенцоллернів з мечами.
Віцлебен після підписання Версальської угоди залишається в лавах рейхсверу на посаді командира роти. У 1919 він протягом двох місяців командував ротою у своєму рідному 7-му гренадерському полку. З 1919 знаходився на штабній роботі. З січня 1921 — командир 8-ї кулеметної роти. З 1922 служив в штабі 4-го військового округу в Дрездені у званні майора. З 1925 служив в 12-му кавалерійському полку. З 1926 служив в штабі 3-ї піхотної дивізії в Берліні. З 1928 — командир 3-го батальйону 6-го піхотного полку, наступного року отримав військове звання оберстлейтенант. У 1929 — начальник штабу 6-ї піхотної дивізії і 6-го військового округу (штаб в Мюнстере).
Після того, як проведений в полковники, в 1931 році він став командиром 8-го піхотного полку у Франкфурті-на-Одері. На початку 1933 року він був переведений на посаду офіцера-піхотинця в Ганновері VI.
1 лютого 1934 року Віцлебен був підвищений у званні до генерал-майора вермахту й переїхав в Потсдам, щоб стати новим командиром 3-ї піхотної дивізії. На цій посаді він змінив свого товариша генерала Вернера фон Фріча, як став командувачем III-го військового округу в Берліні. У вересні 1935 року Ервін фон Віцлебен був підвищений до генерал-лейтенанта й став командувачем 3-го армійського корпусу. У 1936 році він був підвищений у генерали від інфантерії.
Представник старої прусської школи активно виступав проти діяльності СА й привітав розгром Гітлером цій організації. Коли стало відомо, що під час «Ночі довгих ножів» 1934 були убиті генерали К. фон Шляйхер та Ф. фон Бредов, Віцлебен разом з Г. фон Рундштедтом, Е. фон Манштейном, В. фон Леебом та іншими представниками німецького генералітету вимагав проведення розслідування. Проте, військовий міністр Вернер фон Бльомберг, відмовився проводити такі дослідження.
На початку 1938 Віцлебен був змушений подати рапорт на достроковий вихід на пенсію з дійсної військової служби. Хоча фон Віцлебен був відправлений у відставку за підозрою в нелояльності нацистському режиму, незабаром через дефіцит досвідчених воєначальників був повернений на службу. З серпня 1938 — командувач 1-ю армією, що обороняла німецько-французький кордон під час Судетської кризи. З 10 листопада 1938 — командувач 2-го армійського командування зі штабом у Франкфурті-на-Майні.

### Друга світова війна
В Другу світову війну Ервін фон Віцлебен вступив на посаді командувача 1-ю армією. Під час Польської кампанії його армія займала «лінію Зігфріда» на Західному фронті. У листопаді 1939 був підвищений в чин генерал-полковника.
На першому етапі Французької кампанії 1940 року армія під командуванням Віцлебена здійснила відволікаючий маневр з виходом на «лінію Мажіно». На наступному етапі вона брала участь в оточенні 2-ї французької групи армій.
24 червня 1940 Віцлебен був нагороджений Лицарським хрестом Залізного хреста, 19 липня 1940 йому був присвоєний чин генерал-фельдмаршала.
Військова кар'єра
- 22 березня 1901 — лейтенант
- 1910 — оберлейтенант
- жовтень 1914 — гауптман
- 1923 — майор
- 1 січня 1929 — оберстлейтенант
- 1 квітня 1931 — оберст
- 1 лютого 1934 — генерал-майор
- 1 грудня 1934 — генерал-лейтенант
- 1 жовтня 1936 — генерал від інфантерії
- 1 листопада 1939 — генерал-полковник
- 19 липня 1940 — генерал-фельдмаршал

З 15 березня 1941 — командувач групою армій «D» і головнокомандувач військами Вермахту на Заході. Прагнув створити постійні берегові оборонні споруди з тим, щоб запобігти можливій висадці союзників на узбережжя Франції, але через брак робочої сили йому удалося зробити небагато.
У 1942 році після провалу операції «Барбаросса», Ервін фон Віцлебен знову почав змову проти Гітлера. Гестапо, дізнавшись про такі настрої, повідомило фюрера, який віддав наказ звільнити бунтівного фельдмаршала від займаної посади. 21 березня 1942 фон Віцлебен пішов у відставку за станом здоров'я та оселився у своєму маєтку поблизу Потсдама.

### Участь в заколоті

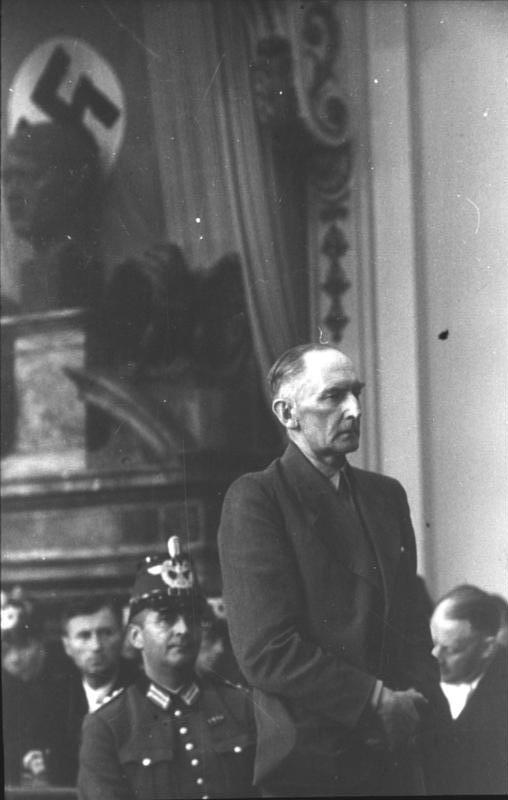
Генерал-фельдмаршал Ервін фон Віцлебен на суду. Серпень 1944

З приходом у Німеччині до влади нацистського режиму Ервін фон Віцлебен — представник давньої прусської школи генералітету та переконаний прибічник монархії — ставився до нього вкрай негативно. Він був противником втручання Гітлера у вирішення військових питань і активної діяльності СА (штурмовиків). Вже в 1934 році, Віцлебен продемонстрував свою позицію проти нацистської влади, коли він виступив з вимогою розслідування вбивства генералів фон Шлейхер й фон Бредов, на хвилі так званого «путчу Рема».
До січня 1938 року, незважаючи на відверте незадоволення діями нацистів та участь поряд з генералами Людвігом Беком, Еріхом Гьопнером, Карлом фон Штюльпнагелем та адміралом Вільгельмом Канарісом у планах повалення Гітлера шляхом військового перевороту, де фон Віцлебен на чолі командування ключовим Берлінським військовим округом повинний був відігравати вирішальну роль, в цілому займав аполітичну позицію. Однак після усунення з посади головнокомандувача сухопутними військами та його друга, генерал-полковника Вернера фон Фріча, удавано звинуваченого в гомосексуальності, Віцлебен став активним противником режиму і прихильником його повалення збройним шляхом. Під час Судетської кризи мав намір повалити нацистський режим силами 1-ї армії. План не був реалізований через успіх Гітлера на Мюнхенських переговорах та поступках з боку Англії і Франції, які підняли авторитет фюрера і дозволили зайняти Судетську область без застосування військової сили.
Після Мюнхенської конференції 1938 року тимчасово розчарувався в можливості повалити гітлерівський режим, заявивши з гірким сарказмом своїм однодумцям:
Бачите, панове, для цього нещасного дурного народу він знову «наш гаряче улюблений фюрер», єдиний, посланий Богом, а ми … ми всього лише жалюгідна купка реакціонерів і незадоволених офіцерів і політиків, що насмілилися в момент найвищого тріумфу видатного політика всіх часів кидати каміння на його шляху.
У 1939 році Ервін фон Віцлебен також був залучений в змову генерал-полковника Курта фон Гаммерштейна, який планував арешт Гітлера під час його візиту штаб-квартири армії. Віцлебен мав завдання ліквідації партійної штаб-квартири. Ці плани не увінчалися успіхом.
Після виходу у відставку в 1942 році, незважаючи на погіршений стан здоров'я, продовжував підтримувати зв'язок із змовниками і в разі успіху змови повинен був стати головнокомандувачем Вермахту.
20 липня 1944, після замаху фон Штауффенберга на Гітлера, Віцлебен прибув до Берліна і в повній військовій формі з фельдмаршальським жезлом з'явився до штабу армії резерву, де знаходилися керівники військового заколота проти Гітлера. Прийнявши на себе обов'язки головнокомандувача вермахтом, він призначив генерала Гьопнера командувачем резервною армією, а генерала Тюнген-Россбаха — командувачем 3-м військовим округом (Берлін). Віддав наказ командувачу окупаційних сил у Франції генералу Штюльпнагелю заарештувати всіх співробітників СС і СД у Парижі. Дізнавшись, що Гітлер живий, й зрозумівши, що шанси на успіх виступу невеликі, звинуватив організаторів змови в дилетантизмі, демонстративно залишив будівлю, пробувши в ній близько 45 хвилин.

### Останні дні життя
21 липня 1944, наступного дня після провалу операції «Валькірія» фон Віцлебен був заарештований. 4 серпня генерал-фельдмаршала Ервіна фон Віцлебена офіційно звільняють зі складу збройних сил Німеччини, так званим «судом честі офіцерів регулярної армії», й тому справу по ньому, як й по іншим офіцерам учасникам замаху розглядатиметься цивільним, а ні військово-польовим судом.
7 серпня фон Віцлебен разом з генералом Гепнером та кількома іншими змовниками, що належали до першої групи обвинувачених, стали перед Народною судовою палатою — найвищим надзвичайним судовим органом Третього Рейху, по звинуваченням у державній зраді. Засідання пройшло під головуванням її президента Роланда Фрайслера у присутності багатьох глядачів. На початку процесу фон Віцлебен привітав суд нацистським салютом, чим привів Фрайслера у лють, який проголосив, що він підслідний без честі в його очах, й на його думку, тільки «чесній людині» було дозволено використовувати це вітання. Під час процесу відставний фельдмаршал був тяжко хворий, піддавався грубим нападкам з боку голови палати та слідчих.
Наступного дня, 8 серпня 1944, як й інші підсудні, був засуджений до смертної кари через повішення. У той же день вирок був приведений у виконання в тюрмі Пльотцензее. Останніми словами фон Віцлебена на суді було звернення до Фрайслера:
| «Ми можете послати нас на страту. Але, через три місяці, обурені і замордовані люди притягнуть вас до відповідальності, і поволочуть вас живими через бруд на вулицях». Оригінальний текст (нім.) «Sie können uns dem Henker überantworten. In drei Monaten zieht das empörte und gequälte Volk Sie zur Rechenschaft und schleift Sie bei lebendigem Leib durch den Kot der Straßen.» |
Під час страти тримався з гідністю. Його повішення було знято на кінокамеру особисто для Гітлера.

## Роль Ервіна фон Віцлебена в історії
Американський дослідник Семюел Мітчем так характеризував Віцлебена:

Він прославився аж ніяк не завдяки своїм перемогам або поразкам, а виключно через відданості прусському військовому ідеалу служіння народові й країні. Він володів великою особистою мужністю, ніколи не зраджував свої високі принципи і завжди був готовий на найрішучіші дії проти будь-якої людини або політичного угруповання, які намагалися принести офіцерський корпус в жертву своїм політичним цілям. З'явись він на світ на сторіччя раніше, Віцлебен став би гідним соратником Герхарда Шарнхорста, Августа фон Гнайзенау і графа Йоганна фон Вартенбурга, тих офіцерів, що звільнили Пруссію від Наполеона. Але народившись сторіччям пізніше них, він був народжений для шибениці.

## Нагороди генерал-фельдмаршала Ервіна фон Віцлебена
- Залізний хрест 2-го класу (1914)
- Залізний хрест 1-го класу (1914)
- Лицарський хрест Королівського ордена дому Гогенцоллернів з мечами (Пруссія)
- Військовий орден «За заслуги» (Баварія) IV ступеня з мечами
- Чорний нагрудний знак «За поранення» (1918)
- Ганзейський Хрест (Гамбург)
- Княжий Почесний хрест (Ройсс) III ступеня з мечами та короною
- Хрест «За вислугу років» (Пруссія)
- Сілезький Орел 2-го ступеня
- Почесний хрест ветерана війни з мечами
- Німецький Олімпійський знак 2-го класу
- Медаль «За вислугу років у Вермахті» 4-го, 3-го, 2-го, 1-го і особливого класу (40 років)
- Медаль «У пам'ять 1 жовтня 1938»
- Медаль «За Атлантичний вал» (23 листопада 1939)
- Застібка до Залізного хреста 2-го класу
- Пряжка до Залізного хреста 1-го класу
- Лицарський хрест Залізного хреста (24 червня 1940)